# 本郷元
本郷 元（ほんごう げん）は、秋田県出身で元仙台地方裁判所長。

## 略歴
- 1954年-秋田県立横手美入野高等学校（現秋田県立横手高等学校）卒業
- 1959年-中央大学法学部卒業
- 1960年-司法試験合格
- 1963年-秋田地方裁判所兼家庭裁判所判事補
- 1973年-青森地方裁判所兼家庭裁判所判事
- 1977年-盛岡地方裁判所兼家庭裁判所部総括判事
- 1980年-仙台高等裁判所事務局長
- 1985年-東京高等裁判所判事
- 1988年-仙台地方裁判所部総括判事
- 1993年-秋田地方裁判所兼家庭裁判所長
- 1996年-仙台家庭裁判所長
- 1998年-仙台高等裁判所部総括判事
- 1999年-仙台地方裁判所長
- 2001年-退官（定年）